# Toyota Group
Toyota Group (トヨタグループ, Toyota Gurūpu) — группа компаний, которые имеют отношения поставщиков, продавцов и инвесторов с Toyota Industries и заводами по производству автомобилей Toyota Motor. Он похож на кэйрэцу в том, что ни одна конкретная организация не имеет прямого контроля над всей группой, хотя, в отличие от большинства кейрецу, в нем нет крупного банка.

## Основные группы компаний
В состав Toyota Group входят 17 крупных компаний:
- Toyota Industries (с 1926 г.) — производит ткацкие станки, прядильные машины, вилочные погрузчики и другое оборудование.
- Toyota Motor (с 1937 г.) — производит автомобили.
- Aichi Steel[англ.] (с 1940 г.) — производит автомобильную сталь[2]; 30 % принадлежат Toyota Industries и Toyota Motor.
- JTEKT (с 2006 г.) — производит станки, автозапчасти; образована в результате слияния Koyo Seiko (1921 г.) и Toyoda Machine Works (1941 г.)
- Toyota Auto Body (с 1945 г.) — производит автомобили, запчасти и кузова; 100 % принадлежит Toyota Motor
- Toyota Tsusho (с 1946) — торговая компания (sogo shosha), поддерживающая глобальные операции компаний Toyota Group[3]; 33 % принадлежат Toyota Industries и Toyota Motor.
- Aisin Seiki (с 1949 г.) — производит автокомпоненты[4]; 30 % принадлежат Toyota Industries и Toyota Motor.
- Denso (с 1949 г.) — производит автокомпоненты[5]; Toyota Motor владеет 24,55 %, Toyota Industries владеет 8,74 %
- Toyota Boshoku (с 1918 г.) — оригинальная компания Toyota; производит автозапчасти и текстиль[6]
- Towa Real Estate (1953 г.) — застройщик коммерческой недвижимости в районе Нагои.
- Toyota Central R&D Labs., Inc. (1960 г.) — проводит исследования и разработки для других компаний Toyota Group.
- Toyota Motor East Japan (2012 г.) — производит автомобили, запчасти.
- Тойода Госей (Toyoda Gosei, с 1949 г.) — производит автомобильные компоненты[7]; 43 % принадлежит Toyota Motor
- Hino Motors (с 1942 г.) — производитель грузовиков и автобусов; 100 % принадлежит Toyota Motor с 2001 г.
- Daihatsu (с 1907 г.) — производит компактные автомобили; 100 % принадлежит Toyota Motor с 2016 года.
- Toyota Housing Corporation (с 2003 г.) — жилищное строительство[8]
- Toyota Motor Kyushu (с 1991 г.) — производит автомобили, запчасти.

## Филиалы или дочерние компании с частичным владением
- Kyoho kai group — компания по производству автозапчастей — 211 компаний.
- Kyouei kai group — Логистическая / строительная компания — 123 компании.
- KDDI (Toyota владеет 11,09 % компании)
- Nagoya Broadcasting Network (Toyota владеет 34,6 % и является крупнейшим акционером компании; 36,9 % акций прямо или косвенно (через TV Asahi Holdings Corporation) принадлежат компании Asahi Shimbun Company, что делает ее крупнейшим акционером корпоративной группы)
- Subaru Corporation, производитель автомобилей Subaru (Toyota владеет 20 % и является крупнейшим акционером компании)
- Mazda Motor Corporation (Toyota владеет 5,05 % компании)
- Suzuki Motor Corporation (Toyota владеет 4,9 % компании)
- Misawa Homes Holdings, Inc. (Toyota владеет 13,4 % компании)
- Primearth EV Energy Co (PEVE) — совместное предприятие Toyota и Panasonic (с 1996 г. по настоящее время)
- Toyota Motor Manufacturing Canada (TMMC) — подразделение en:Toyota Motor North America;
три завода в провинции Онтарио, производство (RAV4 Hybrid, Lexus)
  1. Северный завод — Кеймбридж (Онтарио)
  2. Южный завод — Кеймбридж(Онтарио)
  3. Западный завод — Вудсток (Онтарио).
- Toyota Canada Inc. (TCI) — продажи, совместное предприятие Toyota (51 %) и Mitsui & Co. Ltd. (49 %) (с 1964 г. по настоящее время)* Yamaha Motor Company (Toyota владеет 2,8 % компании)
- Panasonic (Toyota владеет 2,8 % компании)
- Nippon Telegraph and Telephone (Toyota владеет 2,09 % компании).
- Страховая группа MS&AD (Toyota владеет 8,88 % и является крупнейшим акционером компании).
- Fuji Pharma Co., Ltd.

## История

### Toyota Motor Manufacturing, Kentucky, Inc. против Уильямс
Тойота моторс мэньюфэкчеринг Кентукки инкорпорейтид против Уильямс, 534 U.S. 184 (2002) — дело Верховного суда США, в котором тот дал толкование выражению в «значительной степени ограничивающее» из Закона об инвалидах 1990 года (англ. Americans with Disabilities Act of 1990).